# Erandique (kommun)
Erandique är en kommun i Honduras.   Den ligger i departementet Departamento de Lempira, i den västra delen av landet, 130 km väster om huvudstaden Tegucigalpa. Antalet invånare är 11 426.